# Silver City (Iowa)
Silver City è un comune degli Stati Uniti d'America, situato nello Stato dell'Iowa, nella contea di Mills.